# Meigenia albidula
Meigenia albidula är en tvåvingeart som först beskrevs av Wulp 1890.  Meigenia albidula ingår i släktet Meigenia och familjen parasitflugor. Inga underarter finns listade i Catalogue of Life.